# جاك ديفيس (منافس ألعاب قوى)
جاك ديفيس (بالإنجليزية: Jack Davis)‏ هو منافس ألعاب قوى أمريكي، ولد في 11 سبتمبر 1930 في أماريلو في الولايات المتحدة، وتوفي في 20 يوليو 2012 في سان دييغو في الولايات المتحدة.

## وصلات خارجية
- جاك ديفيس على موقع الاتحاد الأمريكي لسباقات المضمار والميدان (الإنجليزية)
- جاك ديفيس على موقع الاتحاد الأمريكي لسباقات المضمار والميدان، قاعة المشاهير (الإنجليزية)
- جاك ديفيس على موقع أوليمبيديا (الإنجليزية)